# Chant (métrique)
Pour les articles homonymes, voir Chant.
Avec le terme « chant » (provenant de l'italien canto), on peut désigner une composition poétique isolée bien que généralement on désigne par « chant » chacune des parties qui divisent un poème ou les cantiques qui le composent.
Le chant constitue la principale forme de division d'un long poème, spécialement épique.

## Exemples
Le « canto carnascialesco », par exemple, est une composition poétique isolée qui possède une forme métrique semblable à celle d'une ballade, un caractère libre, vivace et souvent divertissant. Il s'entonnait dans les défilés masqués du carnaval, particulièrement à Florence au cours des XVe et XVIe siècles. Laurent le Magnifique, Machiavel, Ange Politien ainsi que tant d'autres composèrent de tels chants.
De nombreux exemples de chants dans les poésies épiques existent :
- Lord Byron, Don Juan,
- Vâlmîki, Rāmāyana (500 chants[1]),
- Dante, La Divine Comédie (100 chants[2]),
- Ezra Pound, Le Chant (120 chants),
- Luís de Camões, Les Lusiades (10 chants).

## Sources
- (it) Cet article est partiellement ou en totalité issu de l’article de Wikipédia en italien intitulé « Canto (metrica) » (voir la liste des auteurs).

- (en) Cet article est partiellement ou en totalité issu de l’article de Wikipédia en anglais intitulé « Canto » (voir la liste des auteurs).